# مقدمة علم القانون
مقدمة علم الحقوق هو اسم كتاب قانوني من تأليف ناصر كاتوزيان، وهو أكاديمي وكاتب ورجل قانون إيراني، يُدرّس في العديد من الجامعات الإيرانية.